# بيتر هيامس
بيتر هيامس (بالإنجليزية: Peter Hyams)‏ Peter Hyams هو مخرج وسيناريست ومنتج أمريكي ولد سنة 1943 بنيويورك.

## روابط خارجية
- بيتر هيامس على موقع IMDb (الإنجليزية)
- بيتر هيامس على موقع ألو سيني (الفرنسية)
- بيتر هيامس على موقع تيرنر كلاسيك موفيز (الإنجليزية)
- بيتر هيامس على موقع أول موفي (الإنجليزية)
- بيتر هيامس على موقع بوكس أوفيس موجو (الإنجليزية)
- بيتر هيامس على موقع قاعدة بيانات الأفلام السويدية (السويدية)
- بيتر هيامس على موقع إن إن دي بي (الإنجليزية)
- بيتر هيامس على موقع قاعدة بيانات الفيلم (الإنجليزية)
- بيتر هيامس على موقع كينوبويسك (الروسية)